# 巴庫—第比利斯—卡爾斯鐵路
巴庫－第比利斯－卡爾斯鐵路（英語：Baku–Tbilisi–Kars railway）自2017年10月31日通車營運。這是一條連接阿塞拜疆、格魯吉亞和土耳其的區域鐵路連接項目。該項目原訂在2010年完工，但後來分別延誤至2013、2015和2016年，而在2016年2月第五次的三邊會議後，三個國家的外長宣佈鐵路將在2017年完工。
2017年9月27日進行第一次旅客列車試運行由第比利斯到阿哈爾卡拉基，而整條鐵路則在2017年10月30日在阿塞拜疆總統伊利哈姆·阿利耶夫的見證下，在阿拉特舉行通車典禮。
旅客列車包括新的臥鋪列車。

## 目的與政治事件
項目的主要目的是改善三個國家之間的經濟聯繫，以及借連接歐洲和亞洲賺取外來投資。亞美尼亞部分評論者將新鐵路線視為阿塞拜疆繞過亞美尼亞和將亞美尼亞自地區經濟項目中孤立 。然而通過亞美尼亞的路線在政治上不可行，亞美尼亞和阿塞拜疆對納戈爾諾-卡拉巴赫地區的狀態多次發生戰爭，至今仍未解決。
2005年，阿塞拜疆總統伊利哈姆·阿利耶夫聲稱，「如果我們在這個項目取得成功，亞美尼亞將會陷入完全孤立的狀態，並會為他們已經不明朗的未來雪上加霜。」。

## 外部連結
- UN Map GE （页面存档备份，存于）
- UN Map AZ （页面存档备份，存于）